# Ел Ханеиро (Пантело)
Ел Ханеиро (шп. El Janeiro) насеље је у Мексику у савезној држави Чијапас у општини Пантело. Насеље се налази на надморској висини од 1260 м.

## Становништво
Према подацима из 2005. године у насељу је живело 14 становника.

### Хронологија
| Година       | 2000          | 2005 |
| ------------ | ------------- | ---- |
| Становништво | 178 (82 / 96) | 14   |

### Попис
| # | Индикатор                        | Вредност |
| - | -------------------------------- | -------- |
| 1 | Укупно појединачних домаћинстава | 2        |